# Madrella aurantiaca
Madrella aurantiaca é uma espécie de molusco pertencente à família Madrellidae.
A autoridade científica da espécie é Vayssière, tendo sido descrita no ano de 1902.
Trata-se de uma espécie presente no território português, incluindo a zona económica exclusiva.